# サイバーエージェントレディスゴルフトーナメント
サイバーエージェントレディスゴルフトーナメントは、テレビ東京と広告代理店の博報堂DYメディアパートナーズが主催し、サイバーエージェントが協賛していた日本女子プロゴルフ協会公認による女子プロゴルフトーナメントの一つである。2018年実績、賞金総額8000万円、優勝賞金1440万円。

## 大会の歴史
大会が始まった2005年から2009年までは大塚ベバレジが協賛する形で、クリスタルガイザーレディスゴルフトーナメントとして開催されていた。また、2005年から2007年までは毎年8月第1週に開催されていたが、2008年以降は原則として5月第1週に開催されていたが、2018年大会は4月最終週に開催された。同年に発覚した日本女子ツアーの放映権料問題に絡み、サイバーエージェントは協賛から撤退。大会は同年で終了。2019年は同週にパナソニックオープンレディースが開催される。
また大会の会場は2010年から2015年までは千葉県市原市の鶴舞カントリー倶楽部・東/西コースで開催されていたが、2016年から2018年は静岡県三島市のグランフィールズカントリークラブに舞台を移して開催されていた。

## 放送
- 大会の模様をテレビ東京・TXN系列6局ネットで大会2日目と最終日の模様を放送していた。また2016年大会ではサイバーエージェントが運営するAbemaTVでも放送。BSデジタル放送のBSジャパン（現BSテレ東）では2011年までは3日間すべて放送していたが、2012年以降は放送なしとなった。ただしCS放送のスカイAで『GOLF×GOLF（西暦）』として後日放送されていた。

## 歴代優勝者
| 開催年 | 大会名称                                        | 優勝者名     | スコア | 開催コース                                        |
| ------ | ----------------------------------------------- | ------------ | ------ | ------------------------------------------------- |
| 2005年 | クリスタルガイザーレディス ゴルフトーナメント   | 藤井かすみ   | -12    | 京葉カントリー倶楽部 （千葉市若葉区）             |
| 2006年 | クリスタルガイザーレディス ゴルフトーナメント   | 大山志保     | -11    | 京葉カントリー倶楽部 （千葉市若葉区）             |
| 2007年 | クリスタルガイザーレディス ゴルフトーナメント   | 茂木宏美     | -10    | 京葉カントリー倶楽部 （千葉市若葉区）             |
| 2008年 | クリスタルガイザーレディス ゴルフトーナメント   | 古閑美保     | -10    | 京葉カントリー倶楽部 （千葉市若葉区）             |
| 2009年 | クリスタルガイザーレディス ゴルフトーナメント   | 有村智恵     | -9     | 京葉カントリー倶楽部 （千葉市若葉区）             |
| 2010年 | サイバーエージェントレディス ゴルフトーナメント | 申智愛       | -8     | 鶴舞カントリー倶楽部・東コース （千葉県市原市）   |
| 2011年 | サイバーエージェントレディス ゴルフトーナメント | 不動裕理     | -10    | 鶴舞カントリー倶楽部・東コース （千葉県市原市）   |
| 2012年 | サイバーエージェントレディス ゴルフトーナメント | 有村智恵     | -15    | 鶴舞カントリー倶楽部・東コース （千葉県市原市）   |
| 2013年 | サイバーエージェントレディス ゴルフトーナメント | 横峯さくら   | -10    | 鶴舞カントリー倶楽部・東コース （千葉県市原市）   |
| 2014年 | サイバーエージェントレディス ゴルフトーナメント | 一ノ瀬優希   | -9     | 鶴舞カントリー倶楽部・西コース （千葉県市原市）   |
| 2015年 | サイバーエージェントレディス ゴルフトーナメント | 申智愛       | -8     | 鶴舞カントリー倶楽部・西コース （千葉県市原市）   |
| 2016年 | サイバーエージェントレディス ゴルフトーナメント | 福嶋浩子     | -5     | グランフィールズカントリークラブ （静岡県三島市） |
| 2017年 | サイバーエージェントレディス ゴルフトーナメント | キム・ハヌル | -7     | グランフィールズカントリークラブ （静岡県三島市） |
| 2018年 | サイバーエージェントレディス ゴルフトーナメント | 新垣比菜     | -9     | グランフィールズカントリークラブ （静岡県三島市） |